# جائزة غرامي لأفضل أداء R&B
جائزة الغرامي لأفضل أداء R&B (بالإنجليزية: Grammy Award for best R&B peformence)‏ هي جائزة تقدمها الأكاديمية الوطنية لتسجيل الفنون والعلوم (NARAS) سنويا ضمن حفل توزيع جوائز الغرامي.خاصة بمجال موسيقى موسيقى ريذم أند بلوز.